# Luis Dobson Aguilar
Luis Francisco Dobson Aguilar (30 de enero de 1966) es un Maestro FIDE de ajedrez chileno.

## Resultados destacados en competición
Fue una vez ganador del Campeonato de ajedrez de Chile en el año 2004.
Participó representando a Chile en una Olimpíadas de ajedrez en el año 2004 en Calviá.